# Witold Piwnicki

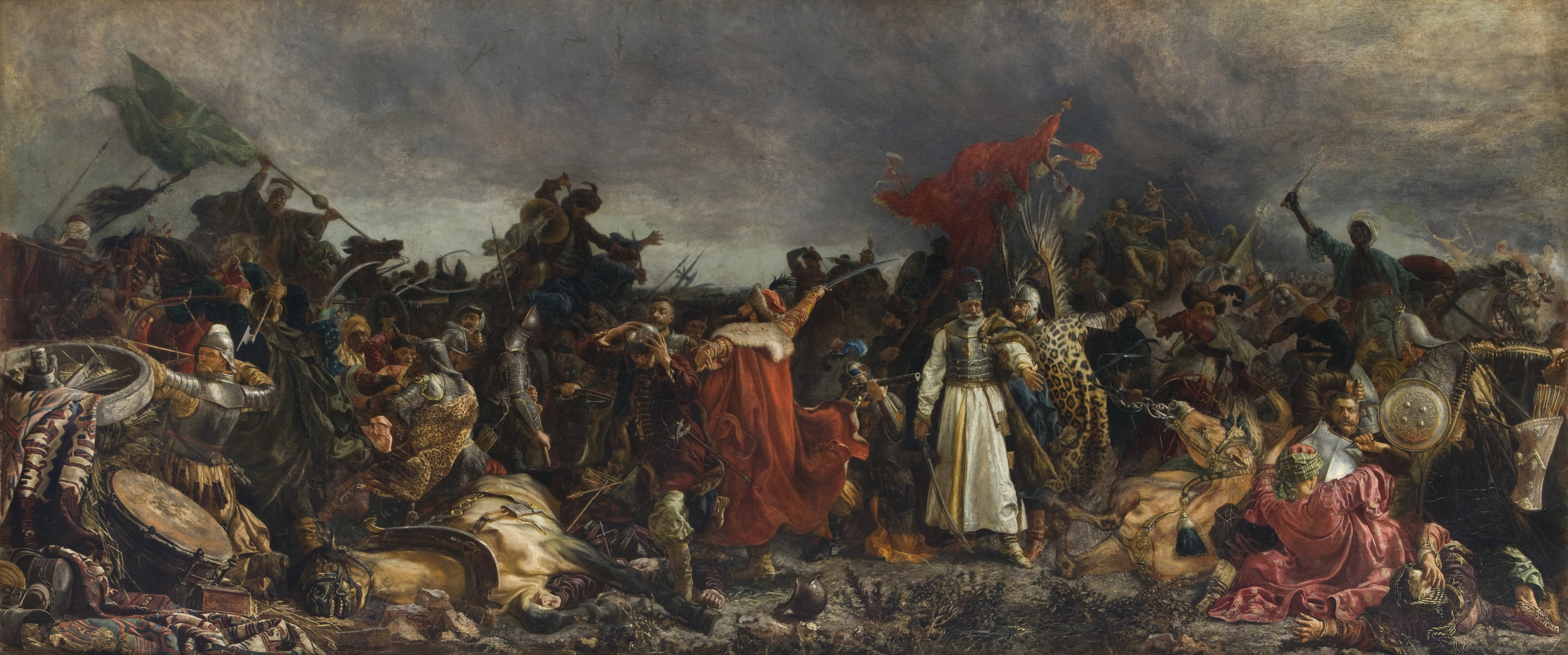
Bitwa pod Cecorą 1620

Witold Piwnicki herbu Lubicz (ur. 14 czerwca 1851 w Gulbinach (powiat rypiński), zm. 16 marca 1932 w Mosinie) – polski malarz. Zajmował się malarstwem batalistycznym i portretowym, a także malarstwem ilustrującym dzieła literackie. Na wielu obrazach przedstawiał konie.

## Życiorys
Studia rozpoczął w połowie października 1867 w Monachium w klasie malarstwa starożytności (Antikenklasse) Akademii Sztuk Pięknych u Aleksandra Wagnera (immatrykulacja: 24 VII 1868 r.). W Monachium spotykał się z Maksymilianem Gierymskim oraz Juliuszem Kossakiem. W roku 1871 otrzymał brązowy medal za obraz „Pracownia Alchemika”. Kontynuował studia w Rzymie u Francesco Coghettiego. Po powrocie do kraju studiował na Akademii Sztuk Pięknych w Krakowie u Jana Matejki. W latach 1878–1879 studiował w Dreźnie. W roku 1896 stał się członkiem Kunstvereinu w Monachium. 
Około roku 1877 namalował swój najbardziej znany obraz „Bitwa pod Cecorą 1620”, który w roku 1883 ofiarował Muzeum Narodowemu w Krakowie. Swoje obrazy wystawiał najczęściej w Towarzystwie Przyjaciół Sztuk Pięknych w Krakowie, a także w Towarzystwie Zachęty Sztuk Pięknych w Warszawie, w warszawskim Salonie Krywulta, w Towarzystwie Przyjaciół Nauk w Poznaniu oraz w Wiedniu, Dreźnie i Monachium.
Został pochowany w grobowcu rodzinnym na cmentarzu parafialnym w Trąbinie (obecnie w województwie kujawsko-pomorskim).